# Roelof Strengholt
Roelof Gerard Strengholt (Amsterdam, 5 november 1906 - Bloemendaal, 2 februari 1943) was een Nederlands verzetsstrijder in de Tweede Wereldoorlog.
Roelof Strengholt was kantoorbediende te Velsen en woonde aan de Ostadestraat 43. Hier was ook het kantoor gevestigd van de geneeskundige dienst van de luchtbescherming waar hij de commandant van was. Hij raakte door zijn maatschappelijk engagement als CPN-lid betrokken bij het verzet in de regio Kennemerland. Voor de oorlog maakte hij veel propaganda voor de communisten tijdens de Spaanse Burgeroorlog en hij deed veel werk voor de Filmliga voor Russische films. Hij was kandidaatsraadslid voor de CPN in Velsen en was betrokken bij vele verzetsdaden als de distributie van het illegale blad de Waarheid.
Op 22 januari 1943 werd Strengholt op zijn werk gearresteerd en samen met andere Velsenaren overgebracht naar het bureau van de Sicherheitsdienst in de Euterpestraat te Amsterdam. Hij werd door de Duitsers gefusilleerd als represaille na de aanslag op Alois Bamberger in de duinen bij het kopje van Bloemendaal.
Na de oorlog werd in IJmuiden een straat naar hem vernoemd.